# Euparius
Euparius är ett släkte av skalbaggar. Euparius ingår i familjen plattnosbaggar.

## Dottertaxa tillEuparius, i alfabetisk ordning[1]
- Euparius ajax
- Euparius albiceps
- Euparius albicornis
- Euparius albifrons
- Euparius amictus
- Euparius anceps
- Euparius annulipes
- Euparius apicalis
- Euparius apicicornis
- Euparius bruchi
- Euparius calcaratus
- Euparius callosus
- Euparius centromaculatus
- Euparius ceroderes
- Euparius championi
- Euparius cinctipes
- Euparius clitelliger
- Euparius coelebs
- Euparius consors
- Euparius coronatus
- Euparius dermestinus
- Euparius dipholis
- Euparius dispar
- Euparius dorsalis
- Euparius equestris
- Euparius ferruginosus
- Euparius frenatus
- Euparius hypsideres
- Euparius leopardus
- Euparius lignarius
- Euparius longiclava
- Euparius lugubris
- Euparius lunatus
- Euparius luridus
- Euparius marmoreus
- Euparius medialis
- Euparius mesculus
- Euparius molitor
- Euparius nigritarsis
- Euparius nodosus
- Euparius notatus
- Euparius nuchalis
- Euparius obesus
- Euparius ochrus
- Euparius paganus
- Euparius pardalis
- Euparius parvulus
- Euparius peruanus
- Euparius placidus
- Euparius polius
- Euparius quagga
- Euparius rufus
- Euparius sallei
- Euparius sellatus
- Euparius similis
- Euparius stratus
- Euparius submaculatus
- Euparius subtessellatus
- Euparius suturalis
- Euparius suturellus
- Euparius tapirus
- Euparius tarsalis
- Euparius thoracicus
- Euparius tigris
- Euparius torquatus
- Euparius zebra